# نوربرت جانزون
نوربرت جانزون (انگلیسی: Norbert Janzon؛ زادهٔ ۲۱ دسامبر ۱۹۵۰) بازیکن فوتبال اهل آلمان است.
از باشگاه‌هایی که در آن بازی کرده‌است می‌توان به باشگاه فوتبال شالکه ۰۴، باشگاه فوتبال کیکرز اوفنباخ، باشگاه فوتبال کارلسروهه، باشگاه فوتبال هرتابرلین، و باشگاه فوتبال بایرن مونیخ اشاره کرد.
وی همچنین در تیم ملی فوتبال West Germany B بازی کرده‌است.